# Hispania F110
Hispania F110 é o modelo de carro de corrida desenvolvido e construído pela Dallara para a equipe Hispania Racing disputar a temporada de 2010 da Fórmula 1. Durante a temporada foi pilotado por Karun Chandhok, Bruno Senna, Sakon Yamamoto e Christian Klien. Sua apresentação aconteceu no dia 4 de março de 2010, em Múrcia, na Espanha.
Apresentado após os treinos coletivos da pré-temporada, o modelo teve sua estreia no primeiro treino livre para o Grande Prêmio do Barém. O piloto brasileiro Bruno Senna deu poucas voltas com o modelo e não chegou a registrar tempo.